# Rückstellregal

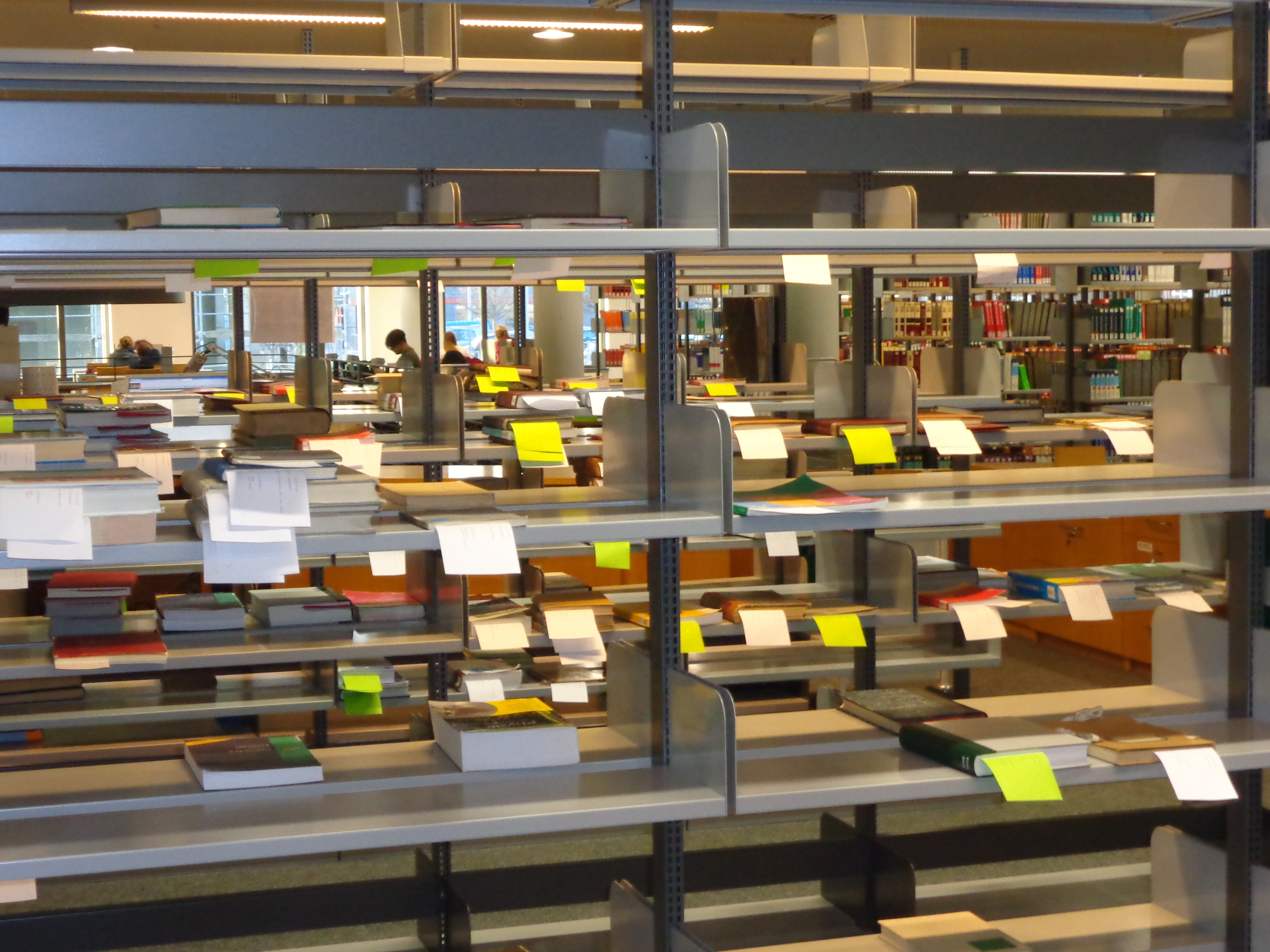
Rückstellregal der Universitätsbibliothek Greifswald

Ein Rückstellregal ist ein Regal in Bibliotheken, das neben anderen Bibliothekseinrichtungen beim Ausgeben und Zurückgeben von entliehenen Büchern eingesetzt wird. Daher ist das Rückstellregal und seine organisatorische Einbindung in den Ausleih- und Rückgabeprozess fast immer Bestandteil von Benutzungsordnungen großer Bibliotheken. Die Bezeichnung Rückgaberegal und Rückstellregal bezeichnen denselben Sachverhalt.

## Anwendung
Die meisten großen und vor allem wissenschaftlichen Bibliotheken sehen von einer Freihandaufstellung und -entnahme durch den Benutzer aus Gründen der Ordnung und der störungsarmen Auffindbarkeit des Buchbestandes ab. In den Bibliotheks-Benutzungsordnungen ist geregelt, das entliehene Bücher vom Personal an der Rückgabe- und Ausgabetheke entgegengenommen werden und sodann nach Wiedereinbuchung in den Buchbestand zunächst in das Rückgaberegal gelegt werden. Dies kann aber auch als eigenhändige Rücklegung durch den Entleiher geregelt sein. Damit wird das In-Empfangnehmen der Bücher vom erneuten Einsortieren getrennt. In der Regel befindet sich das Rückstellregal in der Nähe der Rückgabe- und Ausgabetheke. Aus dem Rückstellregal werden die abgelegten Bücher von Magazinmitarbeitern wieder in das den Buchbestand beinhaltende Magazin signaturgemäß einsortiert. Mit dieser organisatorischen Entkopplung des Rückgabeprozesses vom Einlagerungsprozess wird sichergestellt, das die Ordnung des Buchbestandes nicht vom Arbeitsaufkommen an der Rückgabe- und Ausgabetheke gestört wird. Bei hoher Ausleihfrequenz bestimmter Bücher kann das Rückstellregal auch zum Zwischenlagern bis zum nächsten Entleihvorgang verwendet werden.
Bibliotheksübergreifende technische Festlegungen, z. B. der Größe und der Ausführung von Rückstellregalen, sind nicht bekannt. Allerdings soll bei der Ausgestaltung solcher Regale auf die beidseitige Ablage- und Entnahmemöglichkeit, die Ergonomie sowie ausreichende Zugänglichkeit z. B. mit Bücherwagen geachtet werden.

## Einsatz in Freihandbibliotheken
Eine weitere Anwendung von Rückstellregalen besonders in Freihandbibliotheken oder Lesesälen ist die automatisierte Bestandseinbuchung von Büchern, sobald diese vom Kunden selbst dort abgestellt werden. Dazu sind die Bücher entweder mit scanbaren Codes oder RFID-Sendern ausgestattet, die von Rückstellregalen mit entsprechenden Lesegeräten automatisch erkannt und erfasst werden.